# Canton d'Amiens 8e (Nord)
Le canton d'Amiens 8e (Nord) est un ancien canton français situé dans le département de la Somme et la région Picardie.

## Géographie
Ce canton était organisé autour d'Amiens dans l'arrondissement d'Amiens. Son altitude variait de 14 m (Amiens) à 131 m (Poulainville) pour une altitude moyenne de 44 m.

## Histoire

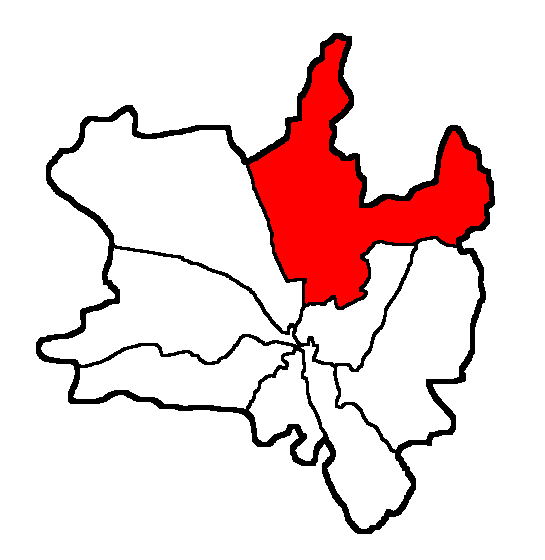
1985-2015

## Administration

### 1985 - 2015
| Régime        | Début | Fin  | Conseiller  | Parti | Parti | Observation |
| ------------- | ----- | ---- | ----------- | ----- | ----- | --- |
| Ve République | 1985  | 2015 | Francis Lec |       | PS    | Avocat Premier Vice-Président du Conseil Général Conseiller municipal d'Amiens Ancien Conseiller régional Elu en 2015 dans le Canton d'Amiens-2 |

canton créé en 1985
À la suite du redécoupage de 2014, ce canton se retrouve dans le nouveau canton d'Amiens-2.

## Composition
| Communes     | Population (2012) | Code postal | Code Insee |
| ------------ | ----------------- | ----------- | ---------- |
| Allonville   | 572               | 80260       | 80020      |
| Amiens       | 135 501 (1)       | 80000       | 80021      |
| Poulainville | 1 373             | 80260       | 80639      |

(1) fraction de commune.

## Démographie
| 1962 | 1968 | 1975 | 1982 | 1990 | 1999 | 2009 |
| ---- | ---- | ---- | ---- | ---- | ---- | ---- |
| -    | -    | -    | -    | -    | -    | -    |